# Onomacles
Onomacles (en griego antiguo: Ὀνομακλῆς, Onomaklès; mitad del siglo V a. C.– después el 404 a. C.) fue un almirante y político ateniense.

## Biografía
En 412 a. C., Onomacles, junto con Frínico y Escirónides, fue nombrado comandante de la flota ateniense y argiva que en ese año fue enviada a Asia Menor. Después de un enfrentamiento victorioso contra los habitantes de Mileto, que fueron ayudados por el sátrapa persa Tisafernes y por el espartano Calcideo y los peloponesios que fueron con él, salieron de la ciudad y se lanzaron al ataque contra los atenienses y sus aliados. El ala de la falange que ocupaban los argivos fue vencida por los milesios y sufrieron unas 300 bajas. En cambio, los atenienses vencieron a los peloponesios. Tras levantar un trofeo, se dispusieron a asediar Mileto; pero cuando vino al rescate de la ciudad una flota peloponesia y siciliana, volvieron a Samos, con la recomendación de Frínico. En aquel año Onomacles, Estrombíquides y Euctemón zarparon contra Quíos con 30 naves y parte de los mil hoplitas que habían luchado en Mileto, mientras que Escirónides permaneció en Samos.
Muy probablemente, en el 404 a. C., Onomacles formó parte del gobierno de los Treinta Tiranos.
Aunque no se conoce exactamente su final, si fue uno de los Treinta es probable que se retirase con sus colegas a Eleusis, tras la derrota en la batalla de Muniquia (403 a. C.), y fuera asesinado junto con los otros oligarcas en la emboscada en la que los demócratas atenienses absorbieron la república oligárquica de Eleusis en el 401 a. C.